# Catherine Guy-Quint
Catherine Guy-Quint (* 1. September 1949 in Poitiers, Département Vienne) ist eine französische Politikerin der Parti socialiste (PS).

## Leben
Guy-Quint studierte Lehramt und war 1971/1972 als Lehrerin tätig. Danach studierte sie in Clermont-Ferrand Wirtschaftswissenschaften und war als Managerin in der Bauwirtschaft tätig. 
Von 1989 bis 2001 war sie Bürgermeisterin von Cournon-d’Auvergne. Guy-Quint war als Abgeordnete von 1999 bis 2009 im Europäischen Parlament. Dort war sie unter anderem Mitglied im Haushaltsausschuss und in der Delegation im gemischten parlamentarischen Ausschuss EU-Bulgarien.

## Preise und Auszeichnungen (Auswahl)
- Ritter des Ordre national du Mérite